# Cinq femmes dans la rue
Cinq femmes dans la rue (en allemand : Fünf Frauen auf der Straße) est un tableau de l'artiste allemand Ernst Ludwig Kirchner, réalisé en 1913.

## Description
Cinq femmes dans la rue est une peinture à l'huile.
Les femmes sont des prostituées de Berlin, nommées aussi « cocottes », que l'on reconnait grâce à la plume sur leur chapeau.
Leurs habits sont typiques des années 1920.

## Historique
Ernst Ludwig Kirchner peint Cinq femmes dans la rue en 1913.
L'œuvre est conservée au musée Ludwig de Cologne, en Allemagne.